# L'Enfant et la vie
L'Enfant et la vie est un magazine trimestriel français créé en 1969 par Jeannette Toulemonde au sein de l'association « Nascita Montessori du Nord » dans le département du Nord.

## Présentation

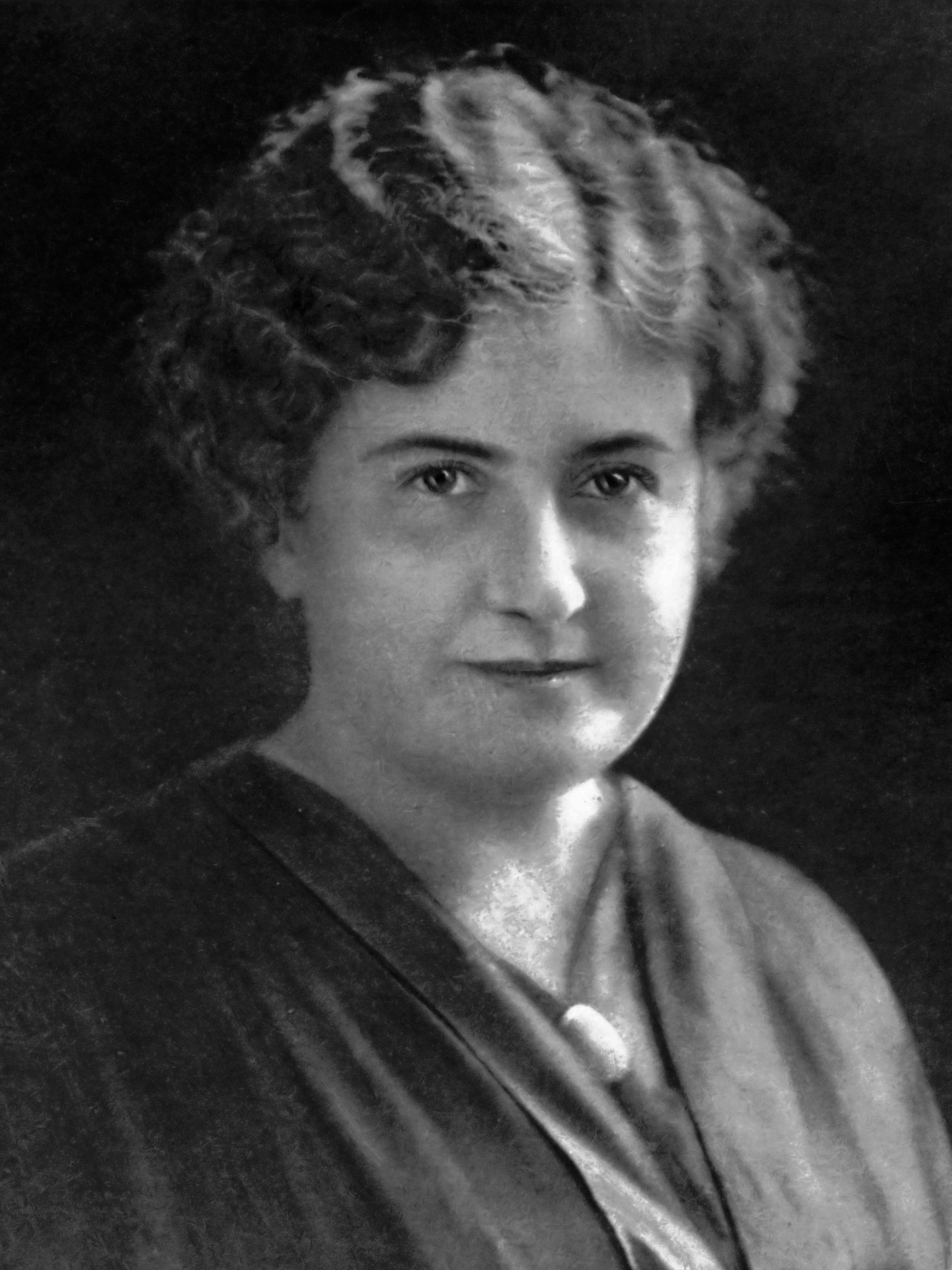
Le magazine est lié au travail de la pédagogue Maria Montessori.

Créé en 1969 par Jeannette Toutlemonde, enseignante et mère de sept enfants, fondatrice de l'association « Nascita Montessori du Nord »,,, cette revue destinée aux parents et aux professionnels de l’enfance et qui a dépassé son 200e numéro, essentiellement vendu sur abonnement, aborde l'éducation au sens large, afin de « mieux comprendre l'enfant » et traitant d'initiatives pédagogiques généralement présentées comme innovantes. 
Jeannette Toutlemonde, également auteure d'un livre sur la prise en charge de la petite enfance en se basant sur la pédagogie Montessori, publié en 1983, est rédactrice en chef de ce magazine durant trente ans avant de céder la place à une nouvelle équipe rédactionnelle.
En janvier 2016, le magazine est repris par une société de presse reprenant le même nom de L'Enfant et la vie, située à Lozanne dans le Rhône.

## Influence
Lié à la pensée et au travail de la  pédagogue italienne Maria Montessori qui a inspiré sa création en 1969, le magazine L'Enfant et la vie lui consacre une double page dans chaque numéro.
En 2021, la rédactrice en chef de ce magazine, Élisabeth Martineau participe à une chronique dénommée Questions de petite enfance sur les ondes de la station RCF, « partenaire du magazine ».

## Pour approfondir